# Оквју (Мисури)
Оквју (енгл. Oakview) град је у америчкој савезној држави Мисури.

## Демографија
По попису из 2010. године број становника је 375, што је 11 (-2,8%) становника мање него 2000. године.
| Група             | 2000.       | 2010.       |
| Белци             | 363 (94,0%) | 317 (84,5%) |
| Афроамериканци    | 4 (1,0%)    | 8 (2,1%)    |
| Азијати           | 4 (1,0%)    | 5 (1,3%)    |
| Хиспаноамериканци | 5 (1,3%)    | 25 (6,7%)   |
| Укупно            | 386         | 375         |